# 九州大学生体解剖事件

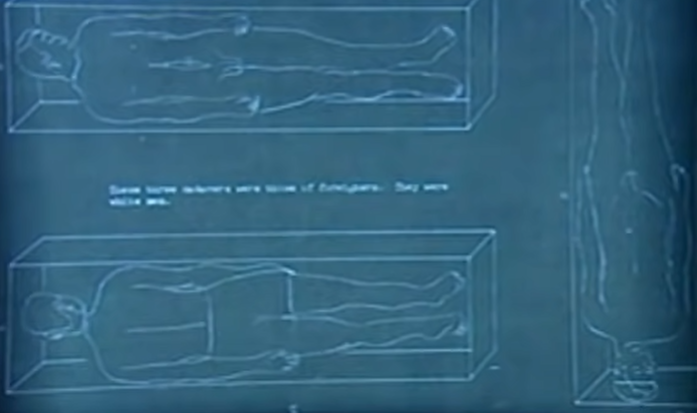
この事件に関するスケッチ（GHQより）

九州大学生体解剖事件（きゅうしゅうだいがくせいたいかいぼうじけん）は、第二次世界大戦中の1945年に福岡県福岡市の九州帝国大学（現九州大学）医学部の解剖実習室で、アメリカ軍捕虜8人に生体解剖（被験者が生存状態での解剖）が施術された事件。
アルファベット順で西部軍相原嘉十郎大尉が一番に出てくることから、相原ケースと呼ばれる。8人は全員死亡した。
大学が組織として関わったものではないとの主張もあるが、B級戦犯裁判ならびにその後の関係者の証言、関係者の反倫理的行為への意図的な隠蔽と否認などから、医学部と軍部の両方による計画的実行であったとする見解もある（#九州帝国大学の組織的関与についてを参照）。

## 経緯
1945年（昭和20年）5月5日、アメリカ陸軍航空軍第314爆撃団のB-29 55機は「作戦任務第145号」を受け、グアムを発し、福岡市を始めとする九州方面を爆撃するために飛来した。そのうち第29爆撃群第6爆撃飛行隊のB-29 10機は大刀洗陸軍飛行場爆撃を終えた帰途、熊本県・大分県境で大村飛行場より飛び立った第三四三海軍航空隊の鴛淵孝大尉率いる30機の戦闘機紫電改に迎撃を受け、以下の2機が撃墜された。

### 「42-65305」号
8時5分、第6爆撃飛行隊のB-29 10機は戦闘407飛行隊所属の市村吾朗大尉指揮する紫電改4機と交戦。うちB-29-25-MO、機体番号「42-65305」号は、4番機の粕谷欣三飛行兵長（死後二階級特進し一等飛行兵曹、埼玉県三ヶ島村、特乙1期生、19歳）が操縦する1機によって垂直背面攻撃を受け撃墜された。紫電改も負荷で空中分解を起こし、粕谷一飛曹は落下傘が開いたが頭蓋骨骨折のため8時20分ごろ死亡。「42-65305」号の搭乗員11名は阿蘇山中に落下傘降下した。
「42-65305」号搭乗員※太字は生体解剖犠牲者
- 操縦士：マーヴィン・S・ワトキンス中尉（Marvin S. Watkins）
- 副操縦士：ウィリアム・R・フレデリックス少尉（2nd Lt. William R. Fredericks）
- レーダー手：デール・E・プランベック少尉（2nd Lt. Dale E. Plambeck）
- 爆撃手：ハワード・トーマス・シングルデッカー少尉（2nd Lt. Howard Thomas Shingledecker）
- 航法士：チャールズ・M・キーンズ・ジュニア少尉（2nd Lt. Charles M. Kearns Jr.）
- 機関士：テディ・J・ポンスカ二等軍曹（S/Sgt. Teddy J. Ponczka）
- 中央火器管制：ジョン・C・コールハウアー伍長（Corp. John C. Colehower）
- 通信手：ロバート・B・ウィリアムズ伍長（Corp. Robert B. Williams）
- 右銃手：レオ・C・オーニック伍長（Corp Leo C Oeinck）
- 左銃手：ロバート・C・ジョンソン伍長（Corp. Robert C. Johnson）
- 尾部銃手：レオン・E・ザーネッキ伍長（Corp. Leon E. Czarnecki）

熊本県阿蘇郡の南小国町や産山村に7名が降下、うち1名は機銃掃射で落下傘の糸が切れ墜落死、ワトキンス中尉ら3名は大分県竹田町周辺に降下。阿蘇郡では三八式歩兵銃や村田銃、竹槍、日本刀、草切鎌で武装した地元住民や警防団員によって2名が殺害され、囲まれた1名（ジョンソン伍長）が自殺した。竹田町周辺に降下したとみられるシングルデッカー少尉は、住民に撃たれ重傷を負ったとされるが、その後の消息は不明。中には駐在巡査の制止や、地元獣医や日露戦争従軍者が守ったケースもあったが、生存者の多くや遺体には住民により繰り返し暴行が加えられた。唯一、終始冷静沈着だった機長のワトキンス中尉だけは頭を殴られるだけで済んだ。

### 「42−93953」号
残る9機は洋上に向けて遁走したが、鴛淵孝大尉率いる3個区隊12機が追撃。
第2区隊（指揮：指宿成信少尉、甲飛2期）3番機の栗田徹一等飛行兵曹（丙飛15期）が20ミリ機銃で右エンジンを破壊。また、鴛淵大尉ほか数機が執拗な反復攻撃を行った。搭乗員も曳光弾で応戦していたが、被弾後は搭載物の落下に没頭して戦意を喪失。右側に「シティ・オブ・スプリングフィールド」号（機長：アリー・A・サッカー中尉）、左側に「シティ・オブ・オクラホマシティ」号（機長：フランク・レッド・クラッセン中尉）が挟んで掩護したが、機速の落下は止まらず、炎上し豊後水道に墜落した。
「42−93953」搭乗員※太字は生体解剖犠牲者
- 操縦士：ラルフ・E・ミラー中尉（1st Lt. Ralph E. Miller）
- 副操縦士：ウィリアム・F・フィンケルスタイン少尉（2nd Lt. Joseph F. Finkelstein）
- レーダー手：ジャック・M・ベリー少尉（2nd Lt. Jack M. Berry）
- 爆撃手：クライド・M・ルーシュ中尉（1st  Lt. Clyde M. Roush）
- 航法士：チャールズ・C・ウィンダー少尉（2nd Lt. Charles C. Winder）
- 機関士：ウィリアム・H・チャップマン一等軍曹（T/Sgt. William H. Chapman）
- 通信手：ジャック・V・デングラー軍曹（Sgt. Jack V. Dengler）
- 中央銃手：アルバート・R・ハワード軍曹（Sgt. Albert R. Howard）
- 右銃手：クラーク・B・バセット・ジュニア伍長（Corp. Clark B. Bassett, Jr.）
- 左銃手：マーリン・R・カルヴィン一等兵（Pvt. Merlin R. Calvin）
- 尾部銃手：アーヴィング・A・コーリス伍長（Corp. Irving A. Corliss）

機長のミラー中尉以下6名死亡。5人が東臼杵郡北川村（現・北川町）と延岡市の境界付近の山林にパラシュート降下して捕虜。うちバセット伍長は、北川村大字長井上安山林に降下、北川小学校の裏山付近の木に引っかかったが、重傷を負っており、在郷軍人の手当てを受けたのち同日夜、憲兵隊へ連行された直後に死亡。延岡市山下町上ノ坊善正寺墓地に土葬された。1946年9月に両親とともに米軍が遺体を引き取った。
ベリー少尉、デングラー軍曹、カルヴィン一等兵、コーリス伍長の4名は、延岡警察署のグラウンドで目隠し姿で市民の前に晒された後、都農憲兵分隊を経て西部軍司令部に送致された。

## 生体解剖

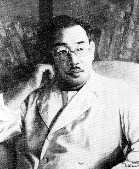
石山福二郎

### 概要
撃墜されたB-29のうち、生き残ったのは「42-65305」号7名、「42−93953」号4名の計11名であったが、東京からの「東京の捕虜収容所は満員で、情報価値のある機長だけ東京に送れ。後は各軍司令部で処理しろ」とする暗号命令により、ワトキンス機長のみが東京へ移送された。残り10名の捕虜の処遇に困った司令部は、裁判をせずに死刑とすることにした。
　青空文庫にある平光吾一博士の著作「
」には、全く逆で、「この生体解剖を提案したのは佐藤参謀大佐だった。」と断定している。佐藤が根拠にしている者は、１か月後に爆死している。>電話で、「西部軍の依頼命令で明日、米軍飛行士の捕虜負傷者を手術したいから、空いている大きい解剖室を貸してもらいたい」と石山福二郎主任外科部長から、九大医学部の解剖学主任教授をしていた私に電話があり、了承すると、直ぐに遣って来て、仔細述べ、医学部長の了承も当て居るので、解剖学教室の開いている解剖室の使用を許可した。手術中、立会っていた参謀将校の一人を私に紹介した。最後の処で、小森卓軍医に提案されたと称し、軍人の鬼畜佐藤が言うのが、人体実験をして呉れという事で、>彼は以前、偕行社病院に入院中自分の担当医官をしていた病院詰見習軍医の小森卓（昭和二十年六月爆死）が、「大佐殿、処刑すべき捕虜がありましたら、小森にお渡し願えませんか。屍体解剖では解けない生命現象の謎を知れば戦争医学に貢献し、広くは人類福祉のためになることは間違いありません……」といった言葉を想起したからであった。と軍人佐藤が書いてあるが、そんな都合に良いモノだろうか。天皇制超軍国主義時代の権力者軍人がどの位、出鱈目だったかが分かるような気がするの、私だけなのか。
「こちらが西部軍の佐藤吉直大佐です。」その後研究室このことを知った九州帝国大学卒で病院詰見習士官の小森卓軍医は、石山福二郎主任外科部長（教授）と共に、8名を生体解剖に供することを軍に提案した。銃殺刑の代わりに行われる、生存を考慮しない臨床実験手術であった。これを軍が認めたため、うち8名は九州帝国大学へ引き渡された。8名の捕虜は収容先が病院であったため健康診断を受けられると思い、「サンキュー」と言って医師に感謝したという。
生体解剖に回されなかったカルヴィン一等兵、コーリス伍長の2名は福岡大空襲翌日の6月20日、前後に捕虜となったB-29搭乗員6名とともに福岡高等女学校校庭で斬首刑に処された（西部軍事件）。
生体解剖は1945年5月17日から6月2日にかけて行われた。指揮および執刀は石山が行ったが、軍から監視要員が派遣されており、医学生として解剖の補助を行った東野利夫は実験対象者について「名古屋で無差別爆撃を繰り返し銃殺刑になる」との説明を受け、手術室の入り口には2名の歩哨が立っていたという。
- 企画者 : 佐藤吉直大佐（西部軍）、小森卓軍医（西部軍）、石山福二郎（九州大学教授）
- 実験場所 : 九州大学 解剖実習室
- 実験期間 : 1945年5月17日から6月2日
- 実験対象者
  - フレデリックス少尉
  - プランベック少尉
  - ベリー少尉
  - ブラウン軍曹
  - デングラー軍曹
  - パーマー軍曹
  - ウィリアムズ軍曹
  - コールハウアー軍曹

### 実験目的と方法
実験手術の目的は、主に次のようなものであった。
- 不足する代用血液の開発のための実験
- 結核の治療法の確立のための実験
- 人間の生存に関する探求
- 新しい手術方法の確立のための実験

手術方法は、主に次のとおりであった。
- 血管へ薄めた海水を注入する実験
- 肺の切除実験
- 心臓の停止実験
- その他の脳や肝臓などの臓器等の切除実験
- どれだけ出血すれば人間が死ぬかを見るための実験

## 事件の調査
戦後、GHQがこの事件について詳しく調査し、最終的に九州大学関係者14人、西部軍関係者11人が投降者殺害の廉で逮捕された。なお、企画者の一人とされた石山は「手術は実験的な手術ではないのでその質問には答えられません、私が行った手術のすべては捕虜の命を救う為だったと理解していただきたい」と生体解剖については否認し続けた。その後、独房で「一切は軍の命令、責任は全て余にあり」の遺書を書き記し、縊死した。
当時、法理論および倫理的に本事件が問題とされたのは
- 捕獲した爆撃機の搭乗員への戦争犯罪の規定が日本側の軍法会議の判決を経ずに行われたこと。
- 実験内容が被験者に対し回復の可能性への考慮が極めて低い水準のものであったこと。
- 死亡に至った被験者の埋葬を怠ったこと。

などが挙げられ、実際に上記の内容についてGHQ側より起訴を受けている。
最終的なGHQの調査で、捕虜の処理に困った佐藤吉直大佐が小森に相談し、石山に持ちかけ実行されたことが判明したが、企画者のうち小森は空襲で死亡、石山は自殺したため、1948年8月に横浜軍事法廷で以下の5名が絞首刑とされ、立ち会った医師18人が有罪となった（#判決一覧も参照）。
- 西部軍関係者
  - 佐藤吉直大佐
  - 横山勇中将
- 九大関係者
  - 鳥巣太郎助教授
  - 平尾健一助教授
  - 森好良雄講師

その後、朝鮮戦争が勃発し、アメリカが対日感情に配慮したことから獄中自殺した1名を除き恩赦によって減刑され、その多くが釈放された。ただし、人肉食事件など自白の一部は強要によって捏造されたという見解もある（後述）。
自殺した石山の遺書には「一切は軍の命令なり、すべての責任は余にあり」としている。また九大医学部卒の外科医山内昌一郎は、「手術はすべて石山福二郎の専門分野に及んでおり、彼の業績に対する野心が明らかである」と指摘している。 
犠牲となった搭乗員たちの乗っていたB-29が墜落した現場である大分県竹田市大字平田には、事件の33回忌にあたる1977年の5月5日、地元民らにより慰霊碑「殉空の碑」が建立された。慰霊碑には生体解剖犠牲者8名のほか、西部軍事件で処刑された3名の名がある。

### 九州帝国大学の組織的関与について
大学は事件が発覚した直後に、組織的関与を否定している。米軍側においても（軍事法廷でのフォン・バーゲン主任検事による最終論告において）九州大学の組織的関与については明確に否定している。この事件についてノンフィクション作家の上坂冬子は、いわば九州大学を現場として起こった「一握りの個人のアイデアに基づく行動」と言える性格のものとしている。もし組織的関与があったならば当時において学部長・総長の責任が問われてしかるべきであるが、GHQから嫌疑をかけられておらず、起訴もされていない。軍人5名が肝臓を試食したとする容疑については、GHQ捜査官による全くのでっち上げで、当時においても死刑求刑後11日目に被疑者全員がGHQによって無罪放免にされていると上坂は著書で述べている。
このように、この事件は大学組織とは無関係な出来事であったとは言えない。学内およびOBによって関心が向けられる機会は少なく、近年まで話題に上ることはあまりなかった。しかしながら今日、九州大学はたとえ本事件に対し直接的な関わりはないとしても、過去の歴史上の事件に対する医療倫理および医学史的関心から、医療者として真摯な姿勢で向き合う姿勢を示している。2008年11月29日には九州大学医学部百年講堂において日本生命倫理学会第20回年次大会が開催され、医学生として解剖に立ち会ったと証言する東野利夫により特別講演「いわゆる『九大生体解剖事件』の真相と歴史的教訓」が行われた。
また、2015年4月4日に開館した九州大医学部医学歴史館では解剖事件を解説する説明パネルが設置されている。なお、東野利夫は自ら収集した事件関係資料の展示を求めたが、受け入れられなかったという。
2024年5月、2021年に死去した東野が遺した資料、数百点が九大医学部で保管されることになった。内容は生体解剖に関わり戦犯として裁かれた教授らの公判記録の写し、戦後に生き残った米兵らと東野の交流記録、元米兵らを慰霊する「殉空之碑」建立についての資料など。

## 判決一覧
| 被疑者名   | 身分       | 所属                               | 公訴名       | 判決 | 再審 | 本籍地   |
| 横山勇     | 陸軍中将   | 第16方面軍司令官兼西部軍管区司令官 | 生体解剖事件 | 絞首 | 病死 | 福岡県   |
| 稲田正純   | 陸軍中将   | 参謀長                             | 生体解剖事件 | 7年  | 5年  | 鳥取県   |
| 福島久作   | 陸軍少将   | 参謀副長                           | 生体解剖事件 | 15年 | 13年 | 埼玉県   |
| 伊藤章信   | 陸軍法少将 | 法務部長                           | 生体解剖事件 | 10年 | 9年  | 愛知県   |
| 堀内清真   | 陸軍医少将 | 軍医部長                           | 生体解剖事件 | 無罪 | -    | ？       |
| 穐田弘志   | 陸軍大佐   | 参謀                               | 生体解剖事件 | 終身 | 病死 | 東京府   |
| 佐藤吉直   | 陸軍大佐   | 参謀                               | 生体解剖事件 | 絞首 | 終身 | 山形県   |
| 神猪一郎   | 陸軍中佐   | 参謀                               | 生体解剖事件 | 無罪 | 病死 | 青森県   |
| 薬丸勝哉   | 陸軍中佐   | 西部軍附                           | 生体解剖事件 | 終身 | -    | 鹿児島県 |
| 五位山真治 | 陸軍大尉   | 西部軍附                           | 生体解剖事件 | 10年 | -    | 大分県   |
| 相原嘉十郎 | 陸軍大尉   | 西部軍附                           | 生体解剖事件 | 20年 | 19年 | 愛媛県   |
| 平光吾一   | 教授       | 九大医学部解剖学科長               | 生体解剖事件 | 25年 | 23年 | 岐阜県   |
| 鳥巣太郎   | 教授       | 九大医学部第一外科                 | 生体解剖事件 | 絞首 | 10年 | 佐賀県   |
| 平尾健一   | 助教授     | 九大医学部第一外科                 | 生体解剖事件 | 絞首 | 45年 | 長崎県   |
| 森良雄     | 講師       | 九大医学部第一外科                 | 生体解剖事件 | 絞首 | 25年 | 福岡県   |
| 森本憲治   | 医員       | 九大医学部第一外科                 | 生体解剖事件 | 終身 | -    | 福岡県   |
| 野川延吉   | 医員       | 九大医学部第一外科                 | 生体解剖事件 | 25年 | -    | 岐阜県   |
| 仙波嘉孝   | 医員       | 九大医学部第一外科                 | 生体解剖事件 | 終身 | -    | 愛媛県   |
| 田代友禧   | 医員       | 九大医学部第一外科                 | 生体解剖事件 | 15年 | -    | 福岡県   |
| 五島四郎   | 医員       | 九大医学部第一外科                 | 生体解剖事件 | 6年  | 5年  | 岐阜県   |
| 牧野栄一郎 | 医員       | 九大医学部第一外科                 | 生体解剖事件 | 9年  | 8年  | 岡山県   |
| 笠幹       | 医員       | 九大医学部第一外科                 | 生体解剖事件 | 3年  | -    | 福岡県   |
| 田代次郎   | 研究生     | 九大医学部第一外科                 | 生体解剖事件 | 15年 | -    | 福岡県   |
| 久保敏行   | 研究生     | 九大医学部第一外科                 | 生体解剖事件 | 終身 | -    | 福岡県   |
| 筒井静子   | 看護婦長   | 九大医学部第一外科                 | 生体解剖事件 | 5年  | 3年  | 福岡県   |
| 鴉丸廣長   | 陸軍医大尉 | 西部軍軍医部                       | 人肉嗜食事件 | 無罪 | -    | ？       |
| 真武真地郎 | 陸軍医大尉 | 偕行社病院                         | 人肉嗜食事件 | 無罪 | -    | ？       |
| 岸達郎     | 陸軍医大尉 | 偕行社病院                         | 人肉嗜食事件 | 無罪 | -    | ？       |
| 伊東明     | 軍属       | 偕行社病院                         | 人肉嗜食事件 | 無罪 | -    | ？       |
| 小田耐     | 民間人     | 偕行社病院                         | 人肉嗜食事件 | 無罪 | -    | ？       |

## アメリカが保有する関係資料
アメリカ合衆国の国立公文書館では、RG331、RG153、RG84、RG220、RG319にて管理されている。アメリカ国立公文書記録管理局では、Kajuro Aihara.et al.,2945-1949＂， Case No.290 にまとめられている。